# Gobelinus Persona
Gobelinus Persona (Paderborn, 1358 – Böddecken kolostor, 1421. november 17.) középkori német történetíró.

## Élete
Paderbornban született 1358-ban. Szülővárosában és Bielefeldben működött papként, és a böddeckeni kolostorban hunyt el 1421-ben. Fő műve a Cosmodromium ('A világ folyása') című történelmi alkotás, amelyet Gobelinus 1390 körül kezdett írni és 1418-ban fejezett be. Első kiadása Meibom nevéhez fűződik (Ss. rerum. German. I., 1688). Gobelinus művéből rekonstruálható az általa felhasznált, de mára már elveszett Annales Patherbrunnenses Paderborni.